# Marvel Snap
Marvel Snap est un jeu de cartes à collectionner numérique développé par Second Dinner et publié par Nuverse pour Microsoft Windows, Android et iOS. Le jeu propose une collection de différents personnages de l'univers Marvel. Le jeu est sorti le 18 octobre 2022, après une période de test bêta,.  
Le gameplay de Marvel Snap est relativement simple par rapport aux autres jeux de cartes à collectionner, et les parties individuelles ne durent généralement que quelques minutes,.  

## Système de jeu
Les joueurs disposent chacun d'un jeu de 12 cartes (leur « deck »), qu'ils composent au préalable parmi leur propre collection de cartes glanées au fil des parties. Chaque carte représente un personnage Marvel avec un coût, un niveau de puissance et potentiellement une capacité spéciale. Au début de chaque tour, les joueurs placent simultanément une carte face cachée sur l'un des trois emplacements. À la fin de chaque tour, les cartes sont révélées et les capacités spéciales des cartes se déclenchent. Chaque emplacement présente, aléatoirement, un malus ou un bonus qui s'applique aux cartes qu'il héberge. À la fin de la partie, celui qui a le plus grand nombre de points à un emplacement donné gagne cet emplacement. Le but du jeu est de gagner deux des trois emplacements. Le jeu dure généralement six tours,.  
Les joueurs gravissent le classement du jeu en gagnant des « cubes ». Un jeu commence avec un seul cube comme enjeu, mais un joueur peut doubler les enjeux à tout moment en « claquant » (le « snap », selon la terminologie du jeu), auquel cas son adversaire a la possibilité de battre en retraite ou d'accéder au claquement,.

## Personnages
Des personnages Marvel ou différents lieux Marvel sont ajoutés chaque semaine. Au moment de la sortie de la version bêta, le jeu comportait plus de 150 personnages Marvel et plus de 50 lieux Marvel,,.   

### Liste des cartes
Mise à jour : 3 janvier 2023
| Nom                      | Coût en énergie | Puissance | Effet                                                                             | Variantes |
| ------------------------ | --------------- | --------- | --------------------------------------------------------------------------------- | --------- |
| Abomination              | 5               | 9         | Aucun.                                                                            |           |
| Cyclope (Cyclops)        | 3               | 4         | Aucun.                                                                            |           |
| Œil-de-Faucon (Hawkeye)  | 1               | 1         | Révélée : si vous jouez une carte ici au tour suivant, puissance +2.              |           |
| Hulk                     | 6               | 12        | Aucun.                                                                            |           |
| Iron Man                 | 5               | 0         | Continu : votre puissance totale est doublée sur cet emplacement.                 |           |
| Médusa (Medusa)          | 2               | 2         | Révélée : si cette carte est à l'emplacement du milieu, puissance +2.             |           |
| Misty Knight             | 2               | 1         | Aucun.                                                                            |           |
| Punisher                 | 3               | 2         | Continu : pour chaque carte adverse sur cet emplacement, puissance +1.            |           |
| Vif-Argent (Quicksilver) | 1               | 2         | Commence dans votre main de départ.                                               |           |
| Sentinelle (Sentinel)    | 2               | 3         | Révélée : ajoute une autre carte Sentinelle à votre main.                         |           |
| Shocker                  | 2               | 3         | Aucun.                                                                            |           |
| Star-Lord                | 2               | 2         | Révélée : si votre adversaire a joué une carte ici pendant ce tour, puissance +3. |           |
| La Chose (The Thing)     | 4               | 6         | Aucun.                                                                            |           |

| Nom         | Coût en énergie | Puissance | Effet                                                                                    | Variantes |
| ----------- | --------------- | --------- | ---------------------------------------------------------------------------------------- | --------- |
| Ant-Man     | 1               | 1         | Continu : si vous avez 3 autres cartes ici, puissance +3.                                |           |
| Blue Marvel | 5               | 3         | Continu : puissance +1 à vos autres cartes.                                              |           |
| Colossus    | 2               | 3         | Continu : cette carte ne peut pas être détruite, déplacée ou avoir sa puissance réduite. |           |
| Gamora      | 5               | 7         | Révélée : si votre adversaire a joué une carte ici pendant ce tour, puissance +5.        |           |
| Ironheart   | 3               | 0         | Révélée : puissance +2 à 3 de vos autres cartes.                                         |           |

| Nom                                     | Coût en énergie | Puissance | Effet                                                                           | Variantes |
| --------------------------------------- | --------------- | --------- | ------------------------------------------------------------------------------- | --------- |
| Jessica Jones                           | 4               | 4         | Révélée : si vous ne jouez pas de carte ici au tour prochain, puissance +4.     |           |
| Ka-Zar                                  | 4               | 4         | Continu : puissance +1 à vos cartes de coût 1.                                  |           |
| Monsieur Fantastique (Mister Fantastic) | 3               | 2         | Continu : puissance +2 sur les emplacements adjacents.                          |           |
| Diablo (Nightcrawler)                   | 1               | 2         | Vous pouvez déplacer cette carte une fois.                                      |           |
| Odin                                    | 6               | 8         | Révélée : active les effets "Révélée" de vos autres cartes sur cet emplacement. |           |
| Spectrum                                | 6               | 5         | Révélée : puissance +2 à vos cartes "Continu".                                  |           |
| Le Tigre Blanc (White Tiger)            | 5               | 1         | Révélée : Ajoute un tigre de puissance 7 sur un autre emplacement.              |           |
| Félina (Wolfsbane)                      | 3               | 1         | Révélée : Pour chaque autre carte que vous avez ici, puissance +2.              |           |

| Nom                               | Coût en énergie | Puissance | Effet | Variantes |
| --------------------------------- | --------------- | --------- | --- | --------- |
| America Chavez                    | 6               | 9         | Cette carte est toujours piochée au tour 6 et non avant.                                                  |           |
| Angel                             | 1               | 2         | Quand une de vos cartes est détruite, cette carte vole hors de votre deck pour la remplacer.              |           |
| Angela                            | 2               | 0         | Quand vous jouez une carte ici, puissance +2.                                                             |           |
| Apocalypse                        | 6               | 8         | Quand vous défaussez cette carte, elle retourne dans votre main avec puissance +4.                        |           |
| Armor                             | 2               | 3         | Continu : les cartes sur cet emplacement ne peuvent pas être détruites.                                   |           |
| Bishop                            | 3               | 1         | Puissance +1 à cette carte quand vous jouez une carte.                                                    |           |
| Blade                             | 1               | 3         | Révélée : défausse une carte de votre main.                                                               |           |
| Cable                             | 2               | 2         | Révélée : place la carte du dessous du deck de votre adversaire dans votre main.                          |           |
| Captain America                   | 3               | 3         | Continu : puissance +1 pour vos autres cartes sur cet emplacement.                                        |           |
| Carnage                           | 2               | 2         | Révélée : détruit vos autres cartes ici. Puissance +2 pour chaque carte détruite.                         |           |
| Cosmo                             | 3               | 3         | Continu : Les effets "Révélée" ne se déclenche pas à cet emplacement.                                     |           |
| Deathlok                          | 3               | 5         | Révélée : détruit vos autres cartes sur cet emplacement.                                                  |           |
| Devil Dino (en) (Devil Dinosaur)  | 5               | 3         | Continu : puissance +2 pour chaque carte dans votre main.                                                 |           |
| Docteur Strange (Doctor Strange)  | 3               | 3         | Révélée : déplace vos cartes à la puissance la plus élevée sur cet emplacement.                           |           |
| Domino                            | 2               | 3         | Cette carte est toujours piochée au tour 2 et non avant.                                                  |           |
| Elektra                           | 1               | 1         | Révélée : détruit une carte ennemie de coût 1 à cet emplacement.                                          |           |
| L'Enchanteresse (Enchantress)     | 4               | 4         | Révélée : retire les effets "Continu" de toutes les cartes sur cet emplacement.                           |           |
| Forge                             | 2               | 1         | Révélée : puissance +2 à la prochaine carte que vous jouez.                                               |           |
| Groot                             | 3               | 3         | Révélée : si votre adversaire a joué une carte ici pendant ce tour, puissance +3.                         |           |
| Heimdall                          | 6               | 8         | Révélée : déplace vos autres cartes d'un emplacement sur la gauche.                                       |           |
| Hulkbuster                        | 3               | 4         | Révélée : fusionne cette carte avec une autre de vos cartes sur cet emplacement.                          |           |
| Iron Fist                         | 1               | 2         | Révélée : déplace votre prochaine carte jouée d'un emplacement sur la gauche.                             |           |
| Klaw                              | 5               | 4         | Continu : puissance +6 à l'emplacement à droite de cette carte.                                           |           |
| Korg                              | 1               | 2         | Révélée : Ajoute une carte Caillou (1 énergie, 0 puissance) au deck de votre adversaire.                  |           |
| Kraven                            | 2               | 2         | Puissance +2 à cette carte, quand une carte est déplacée ici.                                             |           |
| Sif (Lady Sif)                    | 3               | 4         | Révélée : défausse la carte au coût le plus élevé de votre main.                                          |           |
| Le Lézard (Lizard)                | 2               | 5         | Continu : si votre adversaire a 4 cartes ici, puissance - 3.                                              |           |
| Mantis                            | 1               | 2         | Révélée : si votre adversaire a joué une carte ici pendant ce tour, vous piochez une carte dans son deck. |           |
| Mister Sinitre (Mister Sinister)  | 2               | 2         | Révélée : Ajoute une carte Clone sinistre avec la même puissance sur cet emplacement.                     |           |
| Moon Girl (Marvel Comics) (en)    | 4               | 4         | Révélée : duplique votre main.                                                                            |           |
| Miméto (Morph)                    | 3               | 0         | Révélée : cette carte devient une copie d'une carte de la main de votre adversaire.                       |           |
| L'Homme-multiple (Multiple Man)   | 2               | 3         | Quand cette carte est déplacée, ajoute une copie à son emplacement d'origine.                             |           |
| Namor                             | 4               | 5         | Continu : si c'est seule carte ici, puissance +5.                                                         |           |
| Nova                              | 1               | 2         | Quand cette carte est détruite, puissance +1 à vos cartes.                                                |           |
| Onslaught                         | 6               | 7         | Continu : double vos effets "Continu" sur cet emplacement.                                                |           |
| Professeur X (Professor X)        | 5               | 3         | Continu : verrouille cet emplacement (aucune carte ne peut y être ajoutée, retirée, etc.)                 |           |
| Rocket Raccoon                    | 1               | 2         | Révélée : si votre adversaire a joué une carte ici pendant ce tour, puissance +2.                         |           |
| La Sorcière Rouge (Scarlet Witch) | 2               | 3         | Révélée : remplace cet emplacement par un nouvel emplacement aléatoire.                                   |           |
| Spider-Woman                      | 5               | 7         | Révélée : puissance -1 à toutes les cartes sur cet emplacement.                                           |           |
| Squirrel Girl                     | 1               | 1         | Révélée : ajoute une carte Ecureuil de puissance 1 sur tous les autres emplacements.                      |           |
| Malabar (Strong Guy)              | 4               | 4         | Continu : si votre main est vide, puissance +6.                                                           |           |
| Sword Master (comics) (en)        | 3               | 6         | Révélée : défausse une carte de votre main.                                                               |           |
| Uatu                              | 1               | 2         | Une fois que cette carte s'est trouvée dans votre main, vous pouvez voir les emplacements non révélés.    |           |
| La Reine Blanche (White Queen)    | 4               | 6         | Révélée : pioche une copie de la carte au coût le plus élevé dans la main de votre adversaire.            |           |
| Wolverine                         | 2               | 3         | Quand cette carte est défaussée ou détruite, elle est jouée sur un emplacement aléatoire.                 |           |
| Yondu                             | 1               | 2         | Révélée : retire la carte du dessus du deck de votre adversaire.                                          |           |

| Nom                               | Coût en énergie | Puissance | Effet                                                                                                   | Variantes |
| --------------------------------- | --------------- | --------- | --- | --------- |
| Agent 13                          | 1               | 2         | Révélée : ajoute une carte aléatoire à votre main.                                                      |           |
| Bucky Barnes                      | 2               | 1         | Quand cette carte est détruite elle est remplacée par la carte Le Soldat de l'Hiver (puissance 6).      |           |
| La Cape (Cloak)                   | 2               | 4         | Au tour suivant, chaque joueur peut déplacer des cartes à cet emplacement.                              |           |
| Ebony Maw                         | 1               | 7         | Vous ne pouvez pas jouer cette carte après le tour 3. Continu : vous ne pouvez pas jouer de cartes ici. |           |
| Super-Bouffon (Hobgoblin)         | 5               | -8        | Révélée : votre adversaire prend le contrôle de cette carte.                                            |           |
| Iceberg (Iceman)                  | 1               | 2         | Révélée : coût +1 à une carte aléatoire dans la main de votre adversaire. (Coût maximum : 6)            |           |
| Jubilé (Jubilee)                  | 4               | 1         | Révélée : joue une carte de votre deck sur cet emplacement.                                             |           |
| Killmonger                        | 3               | 3         | Révélée : détruit toutes les cartes de coût 1.                                                          |           |
| La Sangsue (Leech)                | 5               | 3         | Révélée : annule les effets de toutes les cartes dans la main de votre adversaire.                      |           |
| Morbius                           | 2               | 0         | Continu : puissance +2 pour chacune de vos cartes défaussées pendant cette partie.                      |           |
| Nakia                             | 3               | 1         | Révélée : puissance +2 aux 2 cartes les plus à gauche de votre main.                                    |           |
| Okoye                             | 2               | 2         | Révélée : puissance +1 à toutes les cartes de votre deck.                                               |           |
| Rhino                             | 3               | 3         | Révélée : détruit cet emplacement et annule son effet.                                                  |           |
| Dents-de-Sabre (Sabretooth)       | 3               | 4         | Quand cette carte est détruite, elle retourne dans votre main et son coût est ajusté à 0.               |           |
| L'Homme-Sable (Sandman)           | 4               | 1         | Continu : les joueurs peuvent uniquement jouer 1 carte par tour.                                        |           |
| Le Scorpion                       | 2               | 2         | Révélée : puissance -1 aux cartes dans la main de votre adversaire.                                     |           |
| Shang-Chi                         | 4               | 3         | Révélée : détruit toutes les cartes ennemies avec une puissance de 9 ou plus sur cet emplacement.       |           |
| Tornade (Storm)                   | 3               | 2         | Révélée : inonde cet emplacement. Plus aucune carte ne pourra être jouée ici après le prochain tour.    |           |
| Solar (Sunspot)                   | 1               | 1         | A la fin de chaque tour, pour chaque point d'énergie non utilisé, puissance +1.                         |           |
| L'Essaim (Comics) (en)(Swarm)     | 2               | 3         | Quand cette carte est défaussée, ajoute deux copies de cette carte de coût 0 dans votre main.           |           |
| Le Collectionneur (The Collector) | 2               | 1         | Quand une carte rejoint votre main depuis n'importe où (à part votre deck), puissance +1.               |           |
| L'Infinaute (The Infinaut)        | 6               | 20        | Si vous avez joué une carte au tour précédant, vous ne pouvez pas jouer cette carte.                    |           |
| Vision                            | 5               | 7         | Vous pouvez déplacez cette carte à chaque tour.                                                         |           |
| Le Vautour (Vulture)              | 3               | 3         | Quand cette carte est déplacée, puissance +5.                                                           |           |
| Warpath                           | 4               | 5         | Continu : si vous avez des emplacements vides, puissance +4.                                            |           |

| Nom                                    | Coût en énergie | Puissance | Effet | Variantes |
| -------------------------------------- | --------------- | --------- | --- | --------- |
| Adam Warlock                           | 2               | 0         | Si vous gagnez sur cet emplacement, piochez une carte à la fin de chaque tour. |           |
| Aero                                   | 5               | 8         | Révélée : déplace toutes les cartes ennemies jouées durant ce tour sur cet emplacement. |           |
| Agatha Harkness                        | 6               | 14        | Agatha commence dans votre main et joue vos cartes à votre place. |           |
| Arnim Zola                             | 6               | 0         | Révélée : détruit une de vos cartes sur cet emplacement et ajoute des copies de cette carte sur les autres emplacements. |           |
| Baron Mordo                            | 2               | 3         | Révélée : votre adversaire pioche une carte, le coût de cette carte est ajusté à 6. |           |
| Le Fauve (Beast)                       | 2               | 2         | Révélée : vos autres cartes sur cet emplacement retournent dans votre main et leur coût est réduit de 1. |           |
| Flèche Noire (Black Bolt)              | 5               | 8         | Révélée : votre adversaire doit défausser la carte au coût le plus bas de sa main. |           |
| La Chatte Noire (Black Cat)            | 3               | 6         | Si cette carte est dans votre main à la fin de votre tour, elle sera défaussée. |           |
| Black Widow                            | 2               | 1         | Révélée : ajoute une carte Morsure de la Veuve à la main de notre adversaire. Morsure de la Veuve (Widow's bite) : tant que cette carte est dans votre main, aucune carte de votre deck ne peut être piochée. (0 coût, 0 puissance). |           |
| Brood                                  | 3               | 2         | Révélée : ajoute 2 cartes Progéniture de Chton avec la même puissance sur cet emplacement. |           |
| Captain Marvel                         | 5               | 6         | Après le dernier tour, déplace cette carte sur un emplacement qui vous fera gagner la partie (si possible). |           |
| Cerebro                                | 3               | 0         | Continu : puissance +2 à vos cartes à la puissance la plus élevée. |           |
| Coleen Wing                            | 2               | 4         | Révélée : défausse la carte au coup le plus bas de votre main. |           |
| Crossbones                             | 4               | 8         | Vous ne pouvez jouer cette carte uniquement sur des emplacements où vous gagnez. |           |
| Crystal                                | 4               | 4         | Révélée : si cette carte est sur l'emplacement du milieu, mélange votre main à votre deck. Pioche 3 cartes. |           |
| L'Epée (Dagger)                        | 2               | 1         | Quand cette carte est déplacée sur un autre emplacement, puissance +2 pour chaque carte adverse qui s'y trouve. |           |
| Daredevil                              | 2               | 2         | Au tour 5, vous pouvez voir les actions de votre adversaire avant de jouer. |           |
| Deadpool                               | 1               | 1         | Quand cette carte est détruite, elle retourne dans votre main avec le double de puissance. |           |
| La Mort (Death)                        | 9               | 12        | Pour chaque carte détruite pendant cette partie, coût -1. |           |
| Debrii (en)                            | 3               | 3         | Révélée : ajoute une carte Cailloux sur tous les autres emplacements, pour chaque joueur. |           |
| Destructeur (Destroyer)                | 6               | 15        | Révélée : détruit vos autres cartes |           |
| Docteur Fatalis (Doctor Doom)          | 6               | 5         | Révélée : ajoute une carte Fatalibot de puissance 5 sur tous les autres emplacements. |           |
| Docteur Octopus (Doctor Octopus)       | 5               | 10        | Révélée : joue 4 cartes aléatoires de la main de votre adversaire sur cet emplacement, de son côté. |           |
| Dracula                                | 4               | 0         | Après le dernier tour, défausse une carte de votre main et attribue la puissance de cette dernière à cette carte. |           |
| Drax                                   | 4               | 4         | Révélée : si votre adversaire a joué une carte ici pendant ce tour, puissance +4. |           |
| Electro                                | 3               | 2         | Révélée : énergie maximum +1. Continu : vous pouvez uniquement jouer 1 carte par tou. |           |
| Le Faucon                              | 2               | 3         | Révélée : vos cartes de coût 1 retournent dans votre main. |           |
| Gambit                                 | 3               | 1         | Révélée : défausse une carte de votre main et détruit une carte ennemie au hasard. |           |
| Ghost Rider                            | 4               | 3         | Révélée : ramène l'une de vos cartes défaussées sur cet emplacement. |           |
| Giganto (en)                           | 6               | 14        | Cette carte ne peut être jouée que sur l'emplacement de gauche. |           |
| Goose                                  | 2               | 2         | Continu : aucune carte de coût 4, 5 ou 6 ne peut être joué sur cet emplacement. |           |
| Le Bouffon Vert (Green Gobelin)        | 3               | -3        | Révélée : votre adversaire prend le contrôle de cette carte. |           |
| Hazmat                                 | 2               | 1         | Révélée : puissance -1 à toutes les autres cartes. |           |
| Hela                                   | 6               | 6         | Révélée : joue toutes les cartes que vous avez défaussées de votre main sur des emplacements aléatoires. |           |
| Hellcow (en)                           | 4               | 6         | Révélée : défausse 2 cartes de votre main. |           |
| La Torche Humaine (Human Torch)        | 1               | 2         | Quand cette carte est déplacée, sa puissance est doublée. |           |
| La Femme Invisible (Invisible Woman)   | 2               | 2         | Continu : les cartes jouées ici ne sont révélées qu'à la fin de la partie. |           |
| Jane Foster the Mighty Thor            | 5               | 8         | Révélée : pioche toutes les cartes de coût 0 dans votre deck. |           |
| Le Fléau (Juggernaut)                  | 3               | 3         | Révélée : si votre adversaire a joué des cartes ici pendant ce tour, elles sont déplacées aléatoirement. |           |
| Le Caïd (Kingpin)                      | 3               | 4         | Si une carte est déplacée ici au tour 6, elle est détruite. |           |
| Leader                                 | 6               | 4         | Révélée : copie toutes les cartes jouées par votre adversaire pendant ce tour, mais de votre côté. |           |
| Gueule d'Or (Lockjaw)                  | 3               | 2         | Quand vous jouez une carte ici, l'échange avec une autre carte de votre deck. |           |
| Magik                                  | 5               | 3         | Vous ne pouvez pas jouer cette carte au tour 6. Révélée : change cet emplacement en Limbes (cette partie a un tour 7). |           |
| Magneto                                | 6               | 12        | Révélée : déplace toutes les cartes adverses de coût 3 ou 4 sur cet emplacement. |           |
| Maximus (comics) (en)                  | 3               | 7         | Révélée : votre adversaire pioche 2 cartes. |           |
| Miles Morales                          | 4               | 5         | Si une carte a été déplacée au tour précédent, le coût de cette carte est de 1. |           |
| Mister Negative                        | 4               | -1        | Révélée : échange la puissance et le coût de toutes les cartes dans votre deck. |           |
| Mojo (comics) (en)                     | 2               | 2         | Continu : si chaque joueur a 4 cartes sur cet emplacement, puissance +6. |           |
| Moon Knight                            | 3               | 3         | Révélée : chaque joueur défausse une carte de sa main. |           |
| Mystério (Mysterio)                    | 2               | 4         | Quand vous jouez cette carte, ajoute des illusions de cette carte sur les autres emplacements. Les illusions durent jusqu'à la fin de la partie (Les illusions ont 0 de puissance).                                                  |           |
| Mystique                               | 3               | 0         | Révélée : si la dernière carte que vous avez jouée a un effet "Continu", cette carte obtient également cet effet. |           |
| Nick Fury                              | 5               | 7         | Révélée : ajoute 3 cartes de coût 6 à votre main. |           |
| Omega Red                              | 4               | 5         | Continu : si vous avez une avance de 10 points de puissance ici, puissance +4 aux autres emplacements. |           |
| Patriot                                | 3               | 1         | Continu : puissance +2 à vos carte sans effets. |           |
| Polaris                                | 3               | 5         | Révélée : déplace une carte adverse de coût 1 ou 2 sur cet emplacement. |           |
| Psylocke                               | 2               | 1         | Révélée : énergie +1 au tour suivant. |           |
| Quake                                  | 2               | 3         | Révélée : si cette carte est sur l'emplacement du milieu, change la position de chaque emplacement. |           |
| Quinjet                                | 1               | 12        | Continu : réduit de 1 le coût des cartes qui n'ont pas commencé dans votre deck. |           |
| Crâne Rouge (Red Skrull)               | 5               | 15        | Continu : puissance +2 aux cartes ennemies sur cet emplacements. |           |
| Rescue                                 | 4               | 4         | Révélée : si vous jouez une carte ici au tour suivant, puissance +5 . |           |
| Rhino                                  | 3               | 3         | Révélée : détruit cet emplacement et annule son effet. |           |
| Rockslide                              | 4               | 6         | Révélée : ajout deux cartes Caillou (1 énergie, 0 puissance) au deck de votre adversaire. |           |
| Malicia (Rogue)                        | 3               | 1         | Révélée : vole un effet "Continu" d'une carte ennemie sur cet emplacement. |           |
| Ronan l'Accusateur (Ronan the Accuser) | 5               | 3         | Continu : puissance +2 pour chaque carte dans la main de votre adversaire. |           |
| Sera                                   | 5               | 4         | Continu : réduit de 1 le coût des cartes dans votre main (Coût minimal : 1). |           |
| Spider-Man                             | 4               | 3         | Révélée : votre adversaire ne peut pas jouer de cartes sur cet emplacement au prochain tour. |           |
| Le Taskmaster                          | 5               | 0         | Révélée : cette carte adopte la puissance de votre dernière carte jouée. |           |
| La Capuche (The Hood)                  | 1               | -2        | Révélée : ajoute une carte Démon (de puissance 6) à votre main. |           |
| Thor                                   | 3               | 4         | Révélée : ajoute une carte Mjölnir à votre deck. Mjölnir : Révélée : puissance + 6 à la carte Thor. |           |
| Tiphoid Mary                           | 4               | 10        | Continu : puissance -1 à vos autres cartes. |           |
| Ultron                                 | 6               | 8         | Révélée : ajoute 4 cartes Drone de puissance 1 sur tous les autres emplacements. |           |
| Venom                                  | 3               | 1         | Révélée : détruit vos autres cartes sur cet emplacement et ajoute leur puissance à cette carte. |           |
| Viper                                  | 2               | 3         | Révélée : votre adversaire prend le contrôle d'une autre de vos cartes sur cet emplacement. |           |
| La Guêpe                               | 0               | 1         | Aucun. |           |
| Onde (Wave)                            | 3               | 3         | Révélée : au prochain tour, les cartes dans les mains de chaque joueur ont un coût de 4. |           |
| Wong                                   | 4               | 2         | Continu : vos effets "Révélée" sur cet emplacement se déclenchent deux fois. |           |
| Yellowjacket                           | 0               | 2         | Révélée : puissance -1 à vos autres cartes sur cet emplacement. |           |
| Zéro (Zero)                            | 1               | 3         | Révélée : annule les effets de la prochaine carte que vous jouez. |           |

| Nom                               | Coût en énergie | Puissance | Effet | Variantes |
| --------------------------------- | --------------- | --------- | --- | --------- |
| L'Homme Absorbant (Abosrbing Man) | 4               | 3         | Révélée : si la dernière carte que vous avez jouée a un effet "Révélée", cette carte obtient également cet effet. |           |
| Agent Coulson                     | 3               | 4         | Révélée : ajoute une carte aléatoire de coût 4 et une autre de coût 5 à votre main.                               |           |
| Attuma                            | 4               | 10        | Si vous avez une autre carte ici à la fin du tour, cette carte est détruite.                                      |           |
| Héliporteur (en) (Helicarrier)    | 6               | 10        | Quand vous défaussez cette carte, ajoute 3 cartes aléatoires à votre main.                                        |           |
| Luke Cage                         | 2               | 1         | Continu : la puissance de vos cartes ne peut pas être réduite.                                                    |           |
| M'Baku                            | 1               | 2         | Si cette carte est dans votre deck après le dernier tour, elle bondit sur un emplacement aléatoire.               |           |
| Maria Hill                        | 2               | 3         | Révélée : ajoute une carte aléatoire de coût 1 à votre main.                                                      |           |
| Orka                              | 6               | 9         | Continu : si c'est seule carte ici, puissance +5.                                                                 |           |
| Miss Hulk (She-Hulk)              | 6               | 10        | Pour chaque point d'énergie non utilisé au tour précédent, coût -1.                                               |           |
| Titania                           | 1               | 5         | Quand n'importe quelle carte est jouée sur cet emplacement, cette carte change de côté.                           |           |

| Nom                                | Coût en énergie | Puissance | Effet |  | Variantes |
| ---------------------------------- | --------------- | --------- | --- |  | --------- |
| Bastet (Marvel Comics) (en)(Bast)  | 1               | 1         | Révélée : la puissance de chaque carte dans votre main est ajustée à 3 |  |           |
| Black Panther                      | 5               | 4         | Révélée : double la puissance de cette carte. |  |           |
| Darkhawk                           | 4               | 1         | Continu : puissance +2 pour chaque carte dans la main de votre adversaire. |  |           |
| Galactus                           | 6               | 3         | Révélée : si c'est votre seule carte ici, détruit tous les autres emplacements. |  |           |
| Knull                              | 6               | 0         | Continu : cette carte a la puissance combinée de toutes les cartes détruites pendant cette partie. |  |           |
| Sentry                             | 4               | 8         | Cette carte ne peut être jouée que sur l'emplacement de droite. Révélée : ajoute une carte Voïd de puissance -8 à l'emplacement de droite. |  |           |
| Shuri                              | 4               | 2         | Révélée : double la puissance de la prochaine carte que vous jouez. |  |           |
| Super-Skrull                       | 4               | 2         | Continu : possède les effets "Continu" de toutes les cartes adverses. |  |           |
| Le Surfer D'argent (Silver Surfer) | 3               | 0         | Révélée : puissance +3 à vos autres cartes de coût 3. |  |           |
| Thanos                             | 6               | 8         | Au début de la partie ajoute les 6 Pierres d'Infinité à votre deck : - Pierre de l'Esprit : Révélée : pioche 2 Pierre d'Infinité dans votre deck - Pierre du Temps : Révélée : pioche une carte. Au tour suivant, énergie +1. - Pierre de l'Espace : Révélée : au prochain tour vous pourrez déplacez une carte sur cet emplacement. Pioche une carte - Pierre de l'Âme : Révélée : pioche une carte. Continu : puissance -1 aux cartes ennemies ici. - Pierre de la Réalité : Révélée : transforme cet emplacement en un autre et pioche une carte. - Pierre du Pouvoir : Continu : si vous avez joué les 6 Pierres d'Infinité, Thanos puissance +10 (Où qu'il se trouve). |  |           |
| Valkyrie                           | 5               | 3         | Révélée : la puissance de toutes les cartes sur cet emplacement est ajustée à 3. |  |           |

| Nom           | Coût en énergie | Puissance | Effet | Variantes |
| ------------- | --------------- | --------- | --- | --------- |
| Phoenix Force | 4               | 5         | Révélée : ressucite une de vos cartes détruites et la fusionne avec. Cette carte peut se déplacer chaque tour. |           |

## Monétisation
Le jeu suit un modèle free-to-play avec des microtransactions pour l'achat de skins cosmétiques et un passe de combat. La version bêta du jeu comprenait des lootboxes pour acquérir certaines cartes ou cosmétiques dans le jeu, permettant aux joueurs de jouer pour de nouvelles cartes et skins avec de la monnaie dans le jeu ou de l'argent réel, ce qui a suscité la controverse parmi les fans et a été rapidement qualifié de "prédateur" par les journalistes de jeux vidéo,.  

## Développement
Marvel Snap est le premier jeu de la société Second Dinner, un studio de développement de jeux fondé par les anciens développeurs de Hearthstone Ben Brode, Yong Woo et Hamilton Chu,.  

## Accueil

### Récompenses
| Année | Prix                    | Catégorie                                | Résultat   |
| ----- | ----------------------- | ---------------------------------------- | ---------- |
| 2022  | The Game Awards 2022    | Meilleur jeu mobile                      | Lauréat    |
| 2023  | DICE Awards 2023        | Réalisation exceptionnelle en conception | Nomination |
| 2023  | DICE Awards 2023        | Jeu en ligne de l'année                  | Nomination |
| 2023  | DICE Awards 2023        | Jeu mobile de l'année                    | Lauréat    |
| 2023  | BAFTA Games Awards 2023 | Meilleur jeu                             | Nomination |
| 2023  | BAFTA Games Awards 2023 | Prix du public                           | Nomination |